# Vito d'Asio
Vito d'Asio é uma comuna italiana da região do Friuli-Venezia Giulia, província de Pordenone, com cerca de 892 habitantes. Estende-se por uma área de 53 km², tendo uma densidade populacional de 17 hab/km². Faz fronteira com Castelnovo del Friuli, Cavazzo Carnico (UD), Clauzetto, Forgaria nel Friuli (UD), Pinzano al Tagliamento, Preone (UD), Tramonti di Sotto, Trasaghis (UD), Verzegnis (UD).

## Demografia
| Variação demográfica do município entre 1861 e 2011                               |
|                                                                                   |
| Fonte: Istituto Nazionale di Statistica (ISTAT) - Elaboração gráfica da Wikipedia |